# Prakovce
Prakovce (maďarsky Prakfalva, do roku 1907 Prakfalu, německy Prakendorf) jsou obec v okrese Gelnica na Dolním Spiši na Slovensku. Leží ve Slovenském Rudohoří, u řeky Hnilec, na železniční trati Margecany – Červená Skala. Žije v nich přibližně 3 200 obyvatel.

## Části obce
Sídliště Breziny (Ortváň) a Sídliště SNP, Za čurinku, Panská čtvrť (za tratí), Gelnická dolina, Malé domky, Prakovská dolina

## Pamětihodnosti
- Římskokatolický kostel sv. Ludmily, trojlodní novorománská stavba z roku 1900 (podle jiných zdrojů z roku 1883) s polygonálně ukončeným presbytářem a představenou věží. Interiér je plochostropý, nesený litinovými sloupy. Nachází se zde oltář s obrazem sv. Ludmily od Viktora Madarásze z roku 1882.[4]
- Do katastrálního území obce zasahuje část přírodní rezervace Kloptaň.

## Osobnosti
- Karl Slover (1918–2011), rodným příjmením Koszický (před emigrací do USA), americký herec